# Whitefield, New Hampshire
Whitefield är en kommun (town) i Coos County i delstaten New Hampshire i USA med 2 306 invånare (2010).